# Muesli

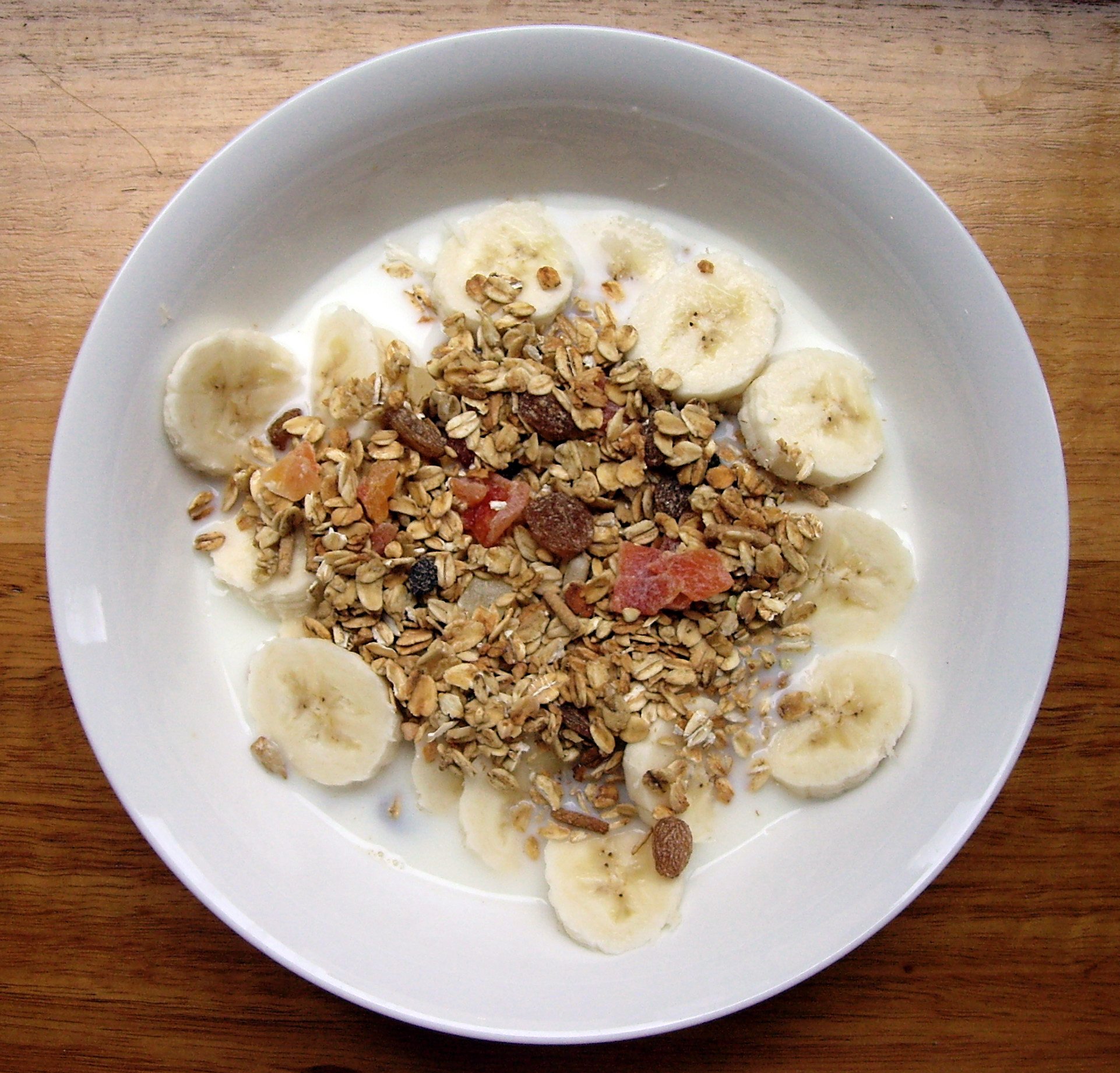
Một hỗn hợp muesli khô dùng với sữa bò và chuối tươi thái lát

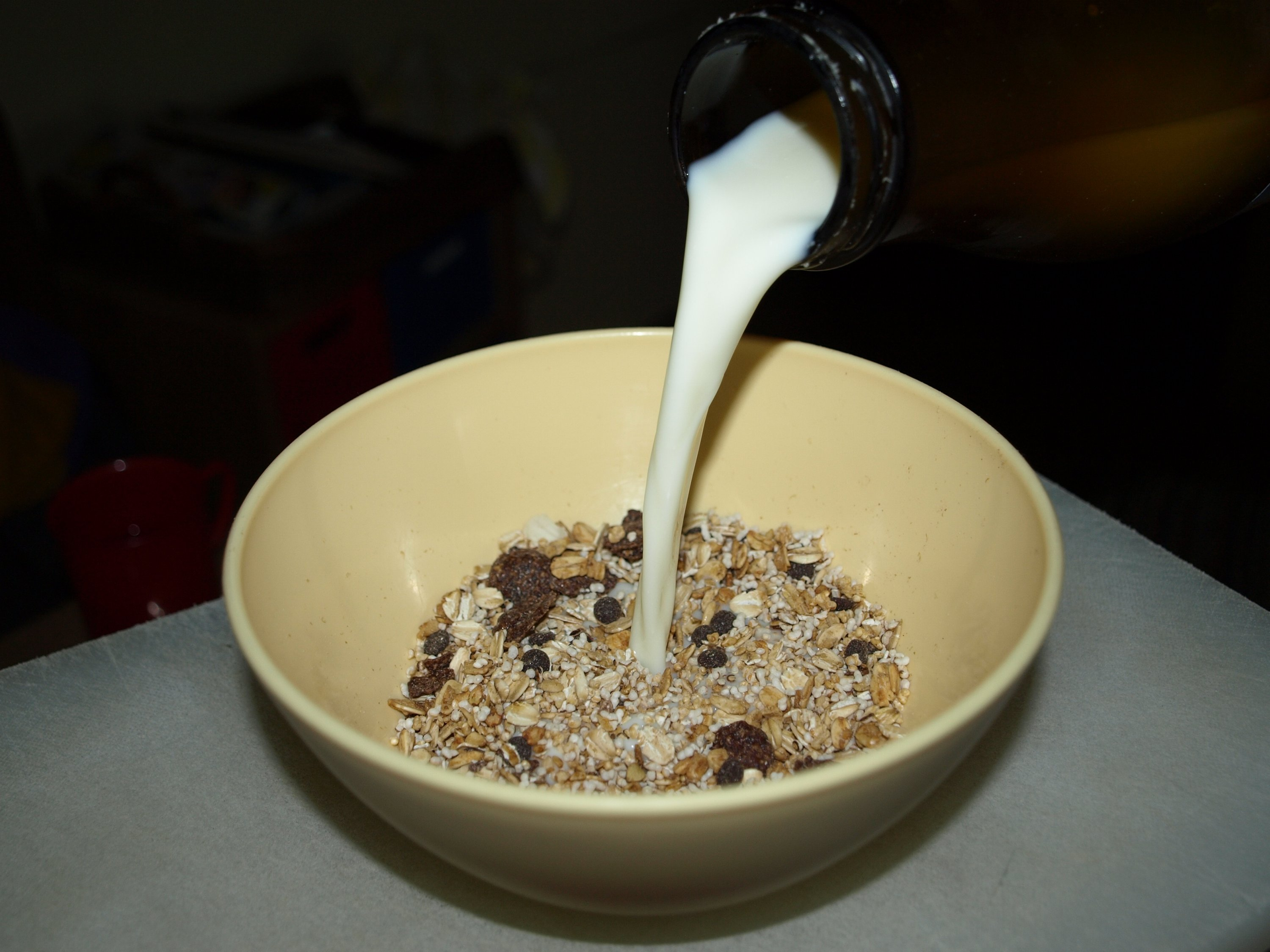
Amaranth muesli trộn với sữa được thêm vào

Muesli là một món ăn bột yến mạch lạnh dựa trên yến mạch cán và các thành phần như ngũ cốc, quả hạch, hạt và trái cây tươi hoặc khô. Muesli theo truyền thống được chế biến với sữa hoặc kem, nước ép cam quýt, thường với chất làm ngọt như mật ong và ngâm qua đêm. Sữa chua hoặc sản phẩm sữa khác hiện thường được thêm vào các công thức muesli đóng gói và tự làm.
Muesli được làm ra năm 1900 bởi bác sỹ Maximilian Bircher-Benner – người Thụy Điển nhằm phục vụ bữa sáng cho bệnh nhân trong bệnh viện. Ngày nay, Muesli được xem như món ăn sáng tiêu chuẩn, như ngũ cốc ăn sáng, và ở Thụy Sĩ cũng được gọi là bữa ăn tối Birchermüesli complet: muesli với Café complet (cà phê sữa kèm bánh mì, bơ và mứt (Butterbrot)).

## Lịch sử
Muesli ban đầu không được dự định là một món ăn sáng, mà là một món khai vị tương tự như bánh mì và bơ. Nó đã được ăn như Schweizer Znacht (nghĩa là: bữa ăn tối Thụy Điển), nhưng không phải là ngũ cốc bữa sáng.
Nó được giới thiệu vào khoảng năm 1900 bởi Bircher-Benner cho các bệnh nhân trong bệnh viện của anh ấy, trong đó một chế độ ăn uống nhiều trái cây tươi và rau quả là một phần thiết yếu của liệu pháp. Nó được lấy cảm hứng từ một "món ăn lạ" tương tự mà ông và vợ đã được phục vụ trong một chuyến đi bộ đường dài ở dãy Alps Thụy Sĩ.